# Primeira fase da Copa Sul-Americana de 2022
A primeira fase da Copa Sul-Americana de 2022 foi disputada entre 8 a 17 de março. Um total de 32 equipes provenientes da Bolívia, Chile, Colômbia, Equador, Paraguai, Peru, Uruguai e Venezuela competiram para 16 das 32 vagas na fase de grupos.
As equipes se enfrentaram em jogos eliminatórios de ida e volta, classificando-se a que somasse o maior número de pontos. Em caso de igualdade em pontos, a vaga seria definida em disputa por pênaltis.

## Resultados
| Chave | Equipe 1               | Total       | Equipe 2               | Ida | Volta |
| ----- | ---------------------- | ----------- | ---------------------- | --- | ----- |
| BOL1  | Jorge Wilstermann      | 4–3         | Guabirá                | 4–0 | 0–3   |
| BOL2  | Royal Pari             | 2–6         | Oriente Petrolero      | 2–3 | 0–3   |
| CHI1  | Unión Española         | 2–2 (1−4 p) | Antofagasta            | 1–2 | 1–0   |
| CHI2  | Ñublense               | 1–2         | Unión La Calera        | 0–0 | 1–2   |
| COL1  | La Equidad             | 1–3         | Junior de Barranquilla | 0–0 | 1–3   |
| COL2  | Independiente Medellín | 3–3 (3−1 p) | América de Cali        | 2–1 | 1–2   |
| ECU1  | Delfín                 | 1–3         | 9 de Octubre           | 1–1 | 0–2   |
| ECU2  | Mushuc Runa            | 1–3         | LDU Quito              | 0–2 | 1–1   |
| PAR1  | Nacional               | 0–1         | Guaireña               | 0–1 | 0–0   |
| PAR2  | Sol de América         | 1–5         | General Caballero JLM  | 0–3 | 1–2   |
| PER1  | Ayacucho               | 4–3         | Sport Boys             | 2–0 | 2–3   |
| PER2  | Cienciano              | 1–2         | Melgar                 | 1–1 | 0–1   |
| URU1  | Montevideo Wanderers   | 3–1         | Cerro Largo            | 2–1 | 1–0   |
| URU2  | Liverpool              | 0–3         | River Plate            | 0–1 | 0–2   |
| VEN1  | Estudiantes de Mérida  | 0–6         | Metropolitanos         | 0–2 | 0–4   |
| VEN2  | Hermanos Colmenarez    | 2–3         | Deportivo La Guaira    | 2–0 | 0–3   |

Todas as partidas estão no horário local.

### Chave BOL1
| 10 de março   | Jorge Wilstermann                                                | 4 – 0     | Guabirá | Estádio Félix Capriles, Cochabamba |
| 20:30 (UTC−4) | Sanguinetti 24' · Chávez 38' · Serginho 54' (pen) · Vargas 90+1' | Relatório |         | Árbitro: PAR Derlis López          |

| 17 de março   | Guabirá                        | 3 – 0     | Jorge Wilstermann | Estádio Gilberto Parada, Montero |
| 20:30 (UTC−4) | Mina 20', 50' · Figueroa 90+3' | Relatório |                   | Árbitro: ECU Guillermo Guerrero  |

Jorge Wilstermann venceu por 4–3 no placar agregado.

### Chave BOL2
| 8 de março    | Royal Pari                   | 2 – 3     | Oriente Petrolero                  | Estádio Ramón Tahuichi Aguilera, Santa Cruz |
| 18:15 (UTC−4) | Justiniano 28' · Álvarez 85' | Relatório | Caire 18' · Suárez 71' · Rojas 83' | Árbitro: PAR José Méndez                    |

| 15 de março   | Oriente Petrolero             | 3 – 0     | Royal Pari | Estádio Ramón Tahuichi Aguilera, Santa Cruz |
| 18:15 (UTC−4) | Suárez 65', 84' · Zazpe 90+5' | Relatório |            | Árbitro: ECU Augusto Aragón                 |

Oriente Petrolero venceu por 6–2 no placar agregado.

### Chave CHI1
| 10 de março   | Unión Española | 1 – 2     | Antofagasta            | Estádio Santa Laura, Santiago |
| 19:15 (UTC−3) | Garate 13'     | Relatório | Hurtado 6' · Robles 9' | Árbitro: ECU Marlon Vera      |

| 17 de março   | Antofagasta | 0 – 1     | Unión Española | Estádio Regional, Antofagasta |
| 19:15 (UTC−3) |             | Relatório | Piñeiro 49'    | Árbitro: COL Jhon Ospina      |

|                           |       | Penalidades                 |  |
| Uribe Bravo Cuadra Flores | 4 − 5 | Conelli T. Galdames Larenas |  |

2–2 no placar agregado, Deportes Antofagasta venceu por 4–1 na disputa de pênaltis.

### Chave CHI2
| 8 de março    | Ñublense | 0 – 0     | Unión La Calera | Estádio Municipal, Chillán |
| 21:30 (UTC−3) |          | Relatório |                 | Árbitro: ECU Luis Quiroz   |

| 15 de março   | Unión La Calera        | 2 – 1     | Ñublense           | Estádio Sausalito, Viña del Mar |
| 21:30 (UTC−3) | Sáez 44' · Ramírez 64' | Relatório | Vargas 90+4' (pen) | Árbitro: BOL Gery Vargas        |

Unión La Calera venceu por 2–1 no placar agregado.

### Chave COL1
| 10 de março   | La Equidad | 0 – 0     | Junior de Barranquilla | Estádio El Campín, Bogotá   |
| 19:30 (UTC−5) |            | Relatório |                        | Árbitro: URU Gustavo Tejera |

| 17 de março   | Junior de Barranquilla                      | 3 – 1     | La Equidad   | Estádio Metropolitano, Barranquilla |
| 19:30 (UTC−5) | Borja 5' · González 36' · Cabrera 80' (pen) | Relatório | Chaverra 18' | Árbitro: BRA Raphael Claus          |

Junior venceu por 3–1 no placar agregado.

### Chave COL2
| 9 de março    | Independiente Medellín           | 2 – 1     | América de Cali | Estádio Atanasio Girardot, Medellín |
| 19:30 (UTC−5) | V. Hernández 45+2' · Cadavid 57' | Relatório | Ramos 48'       | Árbitro: BRA Flávio de Souza        |

| 16 de março   | América de Cali       | 2 – 1     | Independiente Medellín | Estádio Pascual Guerrero, Cáli |
| 19:30 (UTC−5) | Sierra 9' · Ramos 63' | Relatório | Pons 24'               | Árbitro: VEN Alexis Herrera    |

|                                    |       | Penalidades                         |  |
| Quintana Hernández Angulo Mosquera | 1 − 3 | Cadavid Arregui J. Hernández Loaiza |  |

3–3 no placar agregado, Independiente Medellín venceu por 3–1 na disputa de pênaltis.

### Chave ECU1
| 10 de março   | Delfín             | 1 – 1     | 9 de Octubre | Estádio Jocay, Manta       |
| 19:30 (UTC−5) | Chicaiza 72' (pen) | Relatório | Becerra 21'  | Árbitro: COL Carlos Ortega |

| 17 de março   | 9 de Octubre            | 2 – 0     | Delfín | Estádio Christian Benítez, Guaiaquil |
| 19:30 (UTC−5) | Phillips 35' · Luna 40' | Relatório |        | Árbitro: CHI Cristian Garay          |

9 de Octubre venceu por 3–1 no placar agregado.

### Chave ECU2
| 9 de março    | Mushuc Runa | 0 – 2     | LDU Quito                    | Estádio Bellavista, Ambato   |
| 19:30 (UTC−5) |             | Relatório | Z. Romero 62' · Alvarado 87' | Árbitro: COL Carlos Betancur |

| 16 de março   | LDU Quito    | 1 – 1     | Mushuc Runa | Estádio Casa Blanca, Quito   |
| 19:30 (UTC−5) | Alvarado 27' | Relatório | Alonso 64'  | Árbitro: URU Leodán González |

LDU Quito venceu por 3–1 no placar agregado.

### Chave PAR1
| 10 de março   | Nacional | 0 – 1     | Guaireña  | Estádio Defensores del Chaco, Assunção |
| 19:15 (UTC−3) |          | Relatório | Marín 53' | Árbitro: PER Kevin Ortega              |

| 17 de março   | Guaireña | 0 – 0     | Nacional | Estádio Defensores del Chaco, Assunção |
| 19:15 (UTC−3) |          | Relatório |          | Árbitro: VEN José Argote               |

Guaireña venceu por 1–0 no placar agregado.

### Chave PAR2
| 8 de março    | Sol de América | 0 – 3     | General Caballero JLM                      | Estádio Defensores del Chaco, Assunção |
| 19:15 (UTC−3) |                | Relatório | Marabel 43' · González 58' · Rodríguez 90' | Árbitro: PER Augusto Menéndez          |

| 15 de março   | General Caballero JLM   | 2 – 1     | Sol de América | Estádio Defensores del Chaco, Assunção |
| 19:15 (UTC−3) | Heinze 6' · Alfonso 57' | Relatório | Viera 9' (pen) | Árbitro: CHI Piero Maza                |

General Caballero JLM venceu por 5–1 no placar agregado.

### Chave PER1
| 9 de março    | Ayacucho                | 2 – 0     | Sport Boys | Estádio Huancayo, Huancayo |
| 19:30 (UTC−5) | Salazar 35' · Royón 58' | Relatório |            | Árbitro: CHI Piero Maza    |

| 16 de março   | Sport Boys                          | 3 – 2     | Ayacucho                      | Estádio Nacional, Lima  |
| 19:30 (UTC−5) | Blanco 23' (pen), 42' · Ramírez 73' | Relatório | Techera 51' · Quina 63' (pen) | Árbitro: BOL Ivo Méndez |

Ayacucho venceu por 4–3 no placar agregado.

### Chave PER2
| 8 de março    | Cienciano   | 1 – 1     | Melgar           | Estádio Inca Garcilaso de la Vega, Cusco |
| 19:30 (UTC−5) | Estrada 48' | Relatório | Cuesta 24' (pen) | Árbitro: CHI Nicolás Gamboa              |

| 15 de março   | Melgar     | 1 – 0     | Cienciano | Estádio Monumental da UNSA, Arequipa |
| 19:30 (UTC−5) | Cuesta 19' | Relatório |           | Árbitro: COL Andrés Rojas            |

Melgar venceu por 2–1 no placar agregado.

### Chave URU1
| 10 de março   | Montevideo Wanderers    | 2 – 1     | Cerro Largo | Estádio Alfredo Víctor Viera, Montevidéu |
| 21:30 (UTC−3) | Rivero 74' · Riolfo 79' | Relatório | Onetto 51'  | Árbitro: VEN Ángel Arteaga               |

| 17 de março   | Cerro Largo | 0 –1      | Montevideo Wanderers | Estádio Centenario, Montevidéu |
| 21:30 (UTC−3) |             | Relatório | Pais 63'             | Árbitro: PER Kevin Ortega      |

Montevideo Wanderers venceu por 3–1 no placar agregado.

### Chave URU2
| 9 de março    | Liverpool | 0 – 1     | River Plate      | Estádio Centenario, Montevidéu |
| 19:15 (UTC−3) |           | Relatório | Borbas 18' (pen) | Árbitro: VEN Yender Herrera    |

| 16 de março   | River Plate   | 2 – 0     | Liverpool | Estádio Centenario, Montevidéu |
| 19:15 (UTC−3) | Sosa 64', 85' | Relatório |           | Árbitro: ARG Nicolás Lamolina  |

River Plate venceu por 3–0 no placar agregado.

### Chave VEN1
| 8 de março    | Estudiantes de Mérida | 0 – 2     | Metropolitanos          | Estádio Metropolitano, Mérida |
| 18:15 (UTC−4) |                       | Relatório | Araújo 30' · Annese 71' | Árbitro: BOL Ivo Méndez       |

| 15 de março   | Metropolitanos                                             | 4 – 0     | Estudiantes de Mérida | Estádio Olímpico da UCV, Caracas |
| 18:15 (UTC−4) | Flores 34' · Ortiz 88' · Guaramato 90' (g.c.) · Cova 90+2' | Relatório |                       | Árbitro: PAR Juan Benítez        |

Metropolitanos venceu por 6–0 no placar agregado.

### Chave VEN2
| 10 de março   | Hermanos Colmenarez         | 2 – 0     | Deportivo La Guaira | Estádio La Carolina, Barinas |
| 18:15 (UTC−4) | Magallán 44' · González 55' | Relatório |                     | Árbitro: BOL Dilio Rodríguez |

| 17 de março   | Deportivo La Guaira                | 3 – 0     | Hermanos Colmenarez | Estádio Olímpico da UCV, Caracas |
| 18:15 (UTC−4) | Unrein 5' · Ramos 32' · Cumana 56' | Relatório |                     | Árbitro: PAR Derlis López        |

Deportivo La Guaira venceu por 3–2 no placar agregado.